# اف‌ان مینیمی
اف‌ان مینیمی (به فرانسوی: FN Minimi) تیربار سبک کالیبر ۵٫۵۶ بلژیکی است که توسط ارنست ورنیه در شرکت فابریک ناسیونال طراحی شده و در سال ۱۹۷۴ معرفی شد. مینیمی در نیروهای مسلح بیش از ۴۵ کشور دنیا به کار گرفته شده و تقریباً تمامی نیروهای عضو ناتو آن را به عنوان تیربار سبک اصلی خود انتخاب کرده‌اند.
مینیمی فقط در حالت اتوماتیک شلیک می‌کند و تغذیه آن هم از طریق نوار فشنگ و هم از طریق خشاب صورت می‌گیرد و قابلیت استفاده از خشاب استاندارد ناتو را دارد. مدل اصلی این سلاح با کالیبر ۵٫۵۶ م‌م ناتو ساخته شده اما نسخه ۷٫۶۲ میلی‌متری آن هم وجود دارد.
مینیمی از سال ۱۹۸۲ در بلژیک وارد تولید انبوه شد و تقریباً در همان زمان ارتش آمریکا آن را با نام ام۲۴۹ به عنوان تفنگ اتوماتیک جوخه نیروهای خود برگزید. مدل‌های متعددی از این سلاح ساخته شده‌اند. از جمله مدل پارا برای نیروهای هوابرد با لوله کوتاهتر و قنداق تلسکوپی که سبکتر و جمع‌وجورتر از مدل استاندارد است.
مینیمی مخفف واژهٔ فرانسوی Mini Mitrailleuse به معنی «مینی مسلسل» است.